# Isabella Lacerda
Isabella Lacerda (Itaúna, 23 de agosto de 1989) é uma ciclista brasileira.

## Carreira
Compete desde 2007,no início do ano de 2009, começou a treinar com um treinamento sistematizado e é orientada pelo Mestre Carlos Eduardo Polazzo.
Em Maio de 2010, Isabella Lacerda, por dois anos consecutivos, foi uma das 24 meninas selecionadas a participar do MTeenB, clínica voltada para jovens talentos no MTB brasileiro. A atleta foi selecionada como uma das 8 participantes destaque da clínica.[1]
Em Agosto de 2010, Isabella foi uma dos 6 brasileiros selecionados a participar de um Intercâmbio Esportivo no Canadá, onde treinava e competia em trilhas de alto nível técnico. Isabella Lacerda permaneceu por um mês sob a orientação da atleta Olímpica Jaqueline Mourão e seu marido Guido Visser, Campeão Canadense de Downhill, aprimorando seu condicionamento físico e técnico além de obter ótimos resultados em competições.[1]
No dia 24 de setembro de 2010, a Câmara Municipal de Itaúna-MG, por seus representantes legais, em especial vereador Vicente Paulo de Souza, e pela resolução número 26/2010, de 11/08/2010, homenageou a jovem atleta Isabella Lacerda com diploma de destaque de Mérito Desportivo de Itaúna-MG, como reconhecimento público pelo destaque no cenário esportivo, honrando o nome da cidade.[2]
Já participou de várias competições nacionais e algumas internacionais como Pan-Americano, etapas da Copa do Mundo e Campeonato Mundial.
Em 2016 Isabella anuncia a troca de equipe saindo da LM/Sense e indo para Groove/Shimano/ASW/Chaoyang 

### Suspensão
Isabella Lacerda estava provisoriamente suspensa desde o dia 25 de janeiro de 2017 por causa de alterações no passaporte biológico . A atleta contou que, antes da suspensão, foi contatada por um comissário da UCI, que pediu seu histórico médico para verificar a causa das alterações constatadas em seus exames.
Depois de algum tempo de análise por um especialista da entidade, a atleta recebeu uma carta informado que estava suspensa. Em sua defesa, Isabella Lacerda destaca que teve dengue, tomou antibióticos e fez um treinamento com tenda de altitude. A brasileira recorreu, mas a decisão da UCI foi pela suspensão. A suspensão durou até 2021.
Em 2019 seu marido e também ciclista profissional Daniel Grossi foi suspenso por dopping com a substância EPO.

### Volta as Competições Oficiais
No dia 25 de janeiro de 2021 anunciou sua volta as competições oficiais, após 4 anos afastada. Em Março de 2022 anuncia seu novo patrocinador Scott Bikes Brasil, seu antigo patrocinador de 11 anos atrás pilotando a Scott Spark RC World Cup equipada com as rodas Syncros Silverton SL. 
Em maio de 2022 e convocada pela Confederação Brasileira de Ciclismo (CBC), para disputar o Campeonato Panamericano de Moutain Bike XCO – San Fernando del Valle de Catamarca – Argentina.

## Títulos

### 2023
- PENTACAMPEÃ Geral - Copa Internacional de MTB - XCO - Congonhas MG Brasil [7]
- CAMPEÃ Geral - Copa Internacional de MTB - XCC Short Track - Congonhas MG Brasil [8]
- CAMPEÃ - 3° Etapa - XCO - COPA Internacional de MTB - Taubaté - SP Brasil [9]

### 2022
- CAMPEÃ - Campeonato Mineiro XCM - Lagoa da Prata - MG Brasil
- CAMPEÃ - Campeonato Mineiro XCC - Lagoa da Prata - MG Brasil [10]
- CAMPEÃ GERAL Brasil Ride Espinhaço - Dupla Hercilia Najara - Conceição do Mato Dentro - MG Brasil [11]
- CAMPEÃ - 5ª Etapa - 42,2 km  - Brasil Ride Espinhaço - Pico da Soldado[12]
- CAMPEÃ - 4ª Etapa - 6,2 km - Brasil Ride Espinhaço - XCO - Salão de Pedras[13]
- CAMPEÃ - 3ª Etapa - 83,2 km - Brasil Ride Espinhaço - Três Barras/Serra do Intendente/Tabuleiro[14]
- CAMPEÃ - 2ª Etapa - 50,6 km - Brasil Ride Espinhaço - Distrito de Córregos[15]
- CAMPEÃ - 1ª Etapa - 16km - Brasil Ride Espinhaço - (Prologo) - Salão de Pedras[16]

- CAMPEÃ - Circuito Internacional Estrada Real XCO - Itabirito - MG - Brasil[17]

- CAMPEÃ - Taça Brasil - 1ª ETAPA Copa SOUL SUL-Mineiro MTB XCO - Lavras - MG - Brasil [18]

### 2021
- CAMPEÃ GERAL Brasil Ride Espinhaço - Dupla Paula Gallan - Conceição do Mato Dentro - MG [19]
- CAMPEÃ - 4º Etapa - 5,3 km - Brasil Ride Espinhaço - XCO - Conceição do Mato Dentro - MG [20]
- CAMPEÃ - 3º Etapa - 85,0 km - Brasil Ride Espinhaço - Três Barras/Serra do Intendente/Tabuleiro - Conceição do Mato Dentro - MG [21]
- CAMPEÃ - 2º Etapa - 50,6 km - Brasil Ride Espinhaço - Distrito de Córregos - Conceição do Mato Dentro - MG [22]
- CAMPEÃ - 1º Etapa - 16,5 km - Brasil Ride Espinhaço - (Prologo) - Conceição do Mato Dentro - MG [23]

- TETRACAMPEÃ Geral - Copa Internacional de MTB - Taubaté - SP - Brasil [24]

- CAMPEÃ - Taça Brasil - 3ª ETAPA Copa SOUL SUL-Mineiro MTB XCO - Lavras - MG - Brasil [25]
- CAMPEÃ - 2ª ETAPA - XCO - Copa Internacional de MTB - Araxá - MG - Brasil [26][27]
- CAMPEÃ - 5ª Taça Brasil XCO - Goiânia - GO - Brasil [28][29]
- CAMPEÃ - 1ª ETAPA - XCO - Copa Internacional de MTB - Congonhas - MG - Brasil [30]

### 2016
- CAMPEÃ - Campeonato Brasileiro de MTB XCM - São Fidélis - RJ - Brasil [31]
- CAMPEÃ - 1ª Etapa - Campeonato Mineiro de MTB XCO - Juiz de Fora - MG - Brasil [32]
- CAMPEÃ - Taça Sense de MTB - Manaus - AM - Brasil [33]
- CAMPEÃ - 2º ETAPA -  Eliminator XCE -  Copa Internacional de MTB - São João Del Rei - MG - Brasil [34][35]

### 2015
- TRICAMPEÃ Geral - Copa Internacional de MTB - Congonhas - MG - Brasil[36]
- CAMPEÃ - 3º Etapa UCI Marathon Series - Copa Internacional de MTB - Congonhas - MG - Brasil
- CAMPEÃ - Desafio da Ladeira de Uphill - 3º Etapa Copa Internacional de MTB - Congonhas - MG - Brasil
- CAMPEÃ - Categoria American - Brasil Ride 2015 - Dupla Nina Baum - Chapada Diamantina / BA - Brasil[37]
- CAMPEÃ - 7º Etapa - Categoria American - XCM - Mucugê / Mucugê - 77 km
- CAMPEÃ - 7º Etapa - Categoria Woman - XCM - Mucugê / Mucugê - 77 km
- CAMPEÃ - 6º Etapa - Categoria American - XCM - Rio de Contas / Mucugê
- CAMPEÃ - 6º Etapa - Categoria Woman - XCM - Rio de Contas / Mucugê - 143.4 km km
- CAMPEÃ - 5º Etapa - Categoria American - XCM - Rio de Contas/ Rio de Contas - 94.7 km
- CAMPEÃ - 4º Etapa - Categoria American - XCM - Rio de Contas / Rio de Contas - 84.7 km km
- CAMPEÃ - 3º Etapa - Categoria American - XCO - Rio de Contas / Rio de Contas - 30,8 km
- CAMPEÃ  - 2º Etapa - Categoria American - XCM - Mucugê / Rio de Contas - 147 km
- CAMPEÃ - 1º Etapa - Categoria American - (Prologo) - Mucugê /Mucugê  - 20 km
- CAMPEÃ – Short Track Shimano Fest 2015 – São Paulo – SP  - Brasil[38]
- CAMPEÃ - 4 Etapa 14 km - PLANAI SCHAFALM - TIME TRIAL
- CAMPEÃ - 2ª Etapa - Abierto de Noa 2015 UCI Class 2 - El Carmen/Jujuy - Argentina[39]
- CAMPEÃ - XX Intercity Onça do Pirangui - Onça do Pitangui/MG - Brasil[40]

### 2014
- BICAMPEÃ Geral - Copa Internacional de MTB - São Roque/SP - Brasil [41]

- CAMPEÃ - 2º Circuito Imbatível Pague Menos de MTB - Nova Odessa/SP - Brasil[42]
- CAMPEÃ - 3º Etapa Copa Mosso de MTB - Feira de Santana/BA - Brasil[43]
- CAMPEÃ Categoria American - Dupla Erika Gramiscelli - Brasil Ride 2014 - XCM - Chapada Diamantina/BA - Brasil[44]
- CAMPEÃ - 7º Etapa - Categoria American - Mucugê / Mucugê - 72,1 km
- CAMPEÃ - 7º Etapa - Categoria Women - Mucugê / Mucugê - 72,1 km
- CAMPEÃ - 6º Etapa - Categoria American - Rio de Conta / Mucugê - 143,4 km
- CAMPEÃ - 5º Etapa - Categoria American - Rio de contas / Rio de Contas - 94.7 km
- CAMPEÃ - 3º Etapa - Categoria American - Rio de Contas / Rio de Contas - XCO - 6,9 km
- CAMPEÃ - Prologo - Categoria American - Mucugê / Mucugê - 20 km
- CAMPEÃ - 3ª etapa Copa Internacional de MTB - XCM - Barbacena/MG - Brasil [45]
- CAMPEÃ - Desafio da Ladeira - Up Hill - 3ª etapa Copa Internacional de MTB - Barbacena/MG - Brasil[45]
- CAMPEÃ - Campeonato Brasileiro MTB XCO - Cotia/SP - Brasil[46]
- CAMPEÃ – 2º Etapa - Taça Brasil MTB - UCI Classe 2 XCO - Rios das Ostras/RJ  - Brasil[47][48]
- CAMPEÃ - 58ª edição dos Jogos Regionais da 5ª região Esportiva - Araraquara-SP - Brasil[49]
- CAMPEÃ - Modalidade Mountain Bike Elite
- CAMPEÃ - Modalidade Resistência
- CAMPEÃ - Modalidade Por pontos
- CAMPEÃ Mineira - Sprint Eliminator XCE - 2ª etapa Copa Internacional de MTB - XCO - São João Del Rei/MG - Brasil[50]
- CAMPEÃ - Geral 1ª etapa Copa Internacional de MTB - XCO - Araxá/MG - Brasil[51]
- CAMPEÃ - 3º Estagio XCS 1ª etapa Copa Internacional de MTB - XCO - Araxá/MG - Brasil[51]
- CAMPEÃ - 2º Estagio XCS 1ª etapa Copa Internacional de MTB - Short Track XCC - Araxá/MG - Brasil[52]
- CAMPEÃ - 1º Estagio XCS 1ª etapa Copa Internacional de MTB - Contra-relógio XCT - Araxá/MG - Brasil[53]
- CAMPEÃ - 1ª etapa - Taça Brasil MTB - UCI Classe 2 XCO - Campo Largo/PR - Brasil[54]
- CAMPEÃ - ATP Race Cup - Visconde do Rio Branco/MG - Brasil[55]
- CAMPEÃ - XIX Intercity Onça do Pirangui - Onça do PItangui/MG - Brasil[56]

### 2013
- CAMPEÃ Geral - Copa Internacional de MTB – Costa do Sauípe – BA  - Brasil[57]
- CAMPEÃ Copa Mosso de MTB 2013 – Feira de Santana – BA  - Brasil
- CAMPEÃ - 4º Etapa Copa Internacional de MTB – Congonhas – MG  - Brasil[58]
- CAMPEÃ - VI Mountain Bike Pitangui - Pitangui/MG[59]
- CAMPEÃ - 2ª Etapa - Copa Brasil de MTB XCO - Campo Largo/PR[60]
- CAMPEÃ - 2ª Etapa - Copa Internacional de MTB - São João Del Rey/MG[61]
- CAMPEÃ - 1ª Etapa - Copa Inconfidentes ALE - Itabirito/MG[62]
- CAMPEÃ - 1ª Etapa - Circuito MTB de Favelas 2013 - Rio de Janeiro/RJ[63]
- CAMPEÃ - 1ª Etapa - Copa Brasil de MTB XCO - Campo Largo/PR[64]
- CAMPEÃ - XVIII Intercity Onça do Pitangui - Onça do PItangui/MG[65]

### 2012
- CAMPEÃ - Campeonato Mineiro Maratona - Queluzito/MG
- CAMPEÃ - 4ª etapa - Copa Internacional de MTB - Congonhas/MG[66]
- CAMPEÃ - III Mountain Bike - São Gonçalo do Pará - MG[67]
- CAMPEÃ - V Mountain Bike Pitangui - Pitangui MG[68]
- CAMPEÃ - 2º etapa - Copa ALE Inconfidentes - Itabirito/MG
- CAMPEÃ - Sprint Eliminator - 3ª etapa - Copa Internacional de MTB - Divinópolis/MG

### 2011
- CAMPEÃ - III Radical Cross Bike - Janaúba/MG
- CAMPEÃ - VII MTB Boca da Mata - Carmo do Cajuru/MG
- CAMPEÃ - GP Wesley Alves - Divinópolis/MG
- CAMPEÃ - IV Mountain Bike de Cláudio/MG - Cláudio/MG
- CAMPEÃ - VII Super Bike LM - Lagoa da Prata/MG
- CAMPEÃ - 1ª Etapa Copa Pedal na Serra - Montes Claros/MG
- CAMPEÃ - 1ª Etapa Copa Grande Sertão - Lagoa da Prata/MG
- CAMPEÃ 1º Etapa Gp Raveli de Maratona - Itú/SP
- CAMPEÃ XVI Intercity de Onça de Pitangui/MG

### 2010
- CAMPEÃ Brasileira XCO Sub23 - Campo Largo/PR
- CAMPEÃ Copa Inconfidentes 2010 - Itabirito/MG
- CAMPEÃ – Maratona Mateus Leme (Mateus Leme/MG)
- CAMPEÃ – Adventure MTB Contra Relógio (São Gonçalo do Pará/MG)
- CAMPEÃ – Adventure MTB Maratona (São Gonçalo do Pará/MG)
- CAMPEÃ – III Mountain Bike Pitangui (Pitangui/MG)
- CAMPEÃ – 3ª Etapa Circuito Absoluta de Corrida de Aventura (Itaúna/MG) Categoria Dupla Mista

### 2009
- CAMPEÃ – V Maratona Boca da Mata de MTB (Carmo do Cajuru / MG)

### 2008
- CAMPEÃ – IV Maratona Boca da Mata de MTB (Carmo do Cajuru / MG)
- CAMPEÃ – Chauás Corrida de Aventura (Ilha Comprida/SP)Dupla Mista

### 2007
- CAMPEÃ – 2ª Etapa Ecoman Corrida de Aventura (Jequitibá / MG) Cat. Quarteto Misto
- CAMPEÃ – 3ª Etapa Ecoman Corrida de Aventura (Ouro Preto/ MG) Cat. Quarteto Misto